# No Substitute Love
Singles de Estelle
American Boy
(2008) Come Over
(2008)
Pistes de Shine
Wait a Minute (Just a Touch) American Boy
No Substitute Love est un single de la chanteuse britannique Estelle extrait de son 2e album studio Shine. Le titre est un échantillonnage de la chanson Faith de George Michael et de Substitute Lover de  Lindon Roberts

## Clip
À ce sujet, le clip fait un clin d'œil à celui de George Michael en utilisant la scène du jukebox et de la guitare électrique.
Dans ce clip apparaissent en guest Kelly Rowland et Christian Siriano